# أوتيكا (نيويورك)
أوتيكا (بالإنجليزية: Utica) هي مدينةفي ولاية نيويورك الأمريكية. يبلغ عدد سكانها حسب تعداد سنة 2000: 60,523 نسمة. ويبلغ عددهم حسب تقدير 2007 حوالي:58,475 نسمة.

## التركيبة السكانية
حدّد مكتب تعداد الولايات المتحدة بيانات التركيبة السكانية لأوتيكا في تعداد الولايات المتحدة. في ما يلي، التركيبة السكانية حسب تعدادي 2000 و2010.

### تعداد عام 2000
بلغ عدد سكان أوتيكا 60,651 نسمة بحسب تعداد عام 2000، وبلغ عدد الأسر 25,100 أسرة وعدد العائلات 14,224 عائلة مقيمة في المدينة. في حين سجلت الكثافة السكانية 1,376.2 نسمة لكل كيلومتر مربع (3,564.3/ميل2). وبلغ عدد الوحدات السكنية 29,186 وحدة بمتوسط كثافة قدره 662.3 لكل كيلومتر مربع (1,715.3/ميل2).
وتوزع التركيب العرقي للمدينة بنسبة 79.42% من البيض و12.92% من الأمريكيين الأفارقة و0.28% من الأمريكيين الأصليين و2.21% من الأمريكيين ذوي الأصول الآسيوية و0.05% من سكان جزر المحيط الهادئ و2.16% من الأعراق الأخرى و2.96% من عرقين مختلطين أو أكثر و5.79% من الهسبانيون أو اللاتينيون من أي عرق.
بلغ عدد الأسر 25,100 أسرة كانت نسبة 29.5% منها لديها أطفال تحت سن الثامنة عشر تعيش معهم، وبلغت نسبة الأزواج القاطنين مع بعضهم البعض 35.5% من أصل المجموع الكلي للأسر، ونسبة 16.9% من الأسر كان لديها معيلات من الإناث دون وجود شريك، بينما كانت نسبة 4.2% من الأسر لديها معيلون من الذكور دون وجود شريكة وكانت نسبة 43.3% من غير العائلات. تألفت نسبة 37.4% من أصل جميع الأسر من عدة أفراد يعيشون في نفس المنزل ونسبة 15.5% كانت تتألف من شخص يعيش بمفرده يبلغ من العمر 65 عاماً أو أكثر. وبلغ متوسط حجم الأسرة المعيشية 2.28، أما متوسط حجم العائلات فبلغ 3.04.
بلغ العمر الوسطي للسكان 37.0 عاماً. وكانت نسبة 23.9% من القاطنين تحت سن الثامنة عشر، وكانت نسبة 8.3% بين الثامنة عشر والرابعة والعشرين عاماً، ونسبة 26.1% كانت واقعةً في الفئة العمرية ما بين الخامسة والعشرين والرابعة والأربعين عاماً، ونسبة 19.6% كانت ما بين الخامسة والأربعين والرابعة والستين، ونسبة 16.5% كانت ضمن فئة الخامسة والستين عاماً فما فوق. يوجد لكل 100 أنثى 89.3 ذكر، ويوجد لكل 100 أنثى في الثامنة عشر من عمرها فما فوق 84.9 ذكر.
بلغ متوسط دخل الأسرة في المدينة 24,916 دولارًا، أما متوسط دخل العائلة فبلغ 33,818 دولارًا. وكان متوسط دخل الذكور 27,126 دولارًا مقابل 21,676 دولارًا للإناث. وسجل دخل الفرد الخاص بالمدينة 15,248 دولارًا. وكانت نسبة 19.8% من العائلات ونسبة 24.5% من السكان تحت خط الفقر، وكان من هؤلاء نسبة 38.5% تحت سن الثامنة عشر ونسبة 12.1% في الخامسة والستين من العمر وما فوق.

### تعداد عام 2010
بلغ عدد سكان أوتيكا 62,235 نسمة بحسب تعداد عام 2010، وبلغ عدد الأسر 24,905 أسرة وعدد العائلات 14,044 عائلة مقيمة في المدينة. في حين سجلت الكثافة السكانية 1,412.2 نسمة لكل كيلومتر مربع (3,657.6/ميل2). وبلغ عدد الوحدات السكنية 28,166 وحدة بمتوسط كثافة قدره 639.1 لكل كيلومتر مربع (1,655.3/ميل2).
وتوزع التركيب العرقي للمدينة بنسبة 69% من البيض و15.27% من الأمريكيين الأفارقة و0.29% من الأمريكيين الأصليين و7.43% من الأمريكيين ذوي الأصول الآسيوية و0.06% من سكان جزر المحيط الهادئ و3.92% من الأعراق الأخرى و4.03% من عرقين مختلطين أو أكثر و10.53% من الهسبانيون أو اللاتينيون من أي عرق.
بلغ عدد الأسر 24,905 أسرة كانت نسبة 30.8% منها لديها أطفال تحت سن الثامنة عشر تعيش معهم، وبلغت نسبة الأزواج القاطنين مع بعضهم البعض 31.8% من أصل المجموع الكلي للأسر، ونسبة 19% من الأسر كان لديها معيلات من الإناث دون وجود شريك، بينما كانت نسبة 5.6% من الأسر لديها معيلون من الذكور دون وجود شريكة وكانت نسبة 43.6% من غير العائلات. تألفت نسبة 36.5% من أصل جميع الأسر من عدة أفراد يعيشون في نفس المنزل ونسبة 13.1% كانت تتألف من شخص يعيش بمفرده يبلغ من العمر 65 عاماً أو أكثر. وبلغ متوسط حجم الأسرة المعيشية 2.38، أما متوسط حجم العائلات فبلغ 3.16.
بلغ العمر الوسطي للسكان 34.8 عاماً. وكانت نسبة 24.7% من القاطنين تحت سن الثامنة عشر، وكانت نسبة 12.4% بين الثامنة عشر والرابعة والعشرين عاماً، ونسبة 24.7% كانت واقعةً في الفئة العمرية ما بين الخامسة والعشرين والرابعة والأربعين عاماً، ونسبة 23.4% كانت ما بين الخامسة والأربعين والرابعة والستين، ونسبة 14.8% كانت ضمن فئة الخامسة والستين عاماً فما فوق. وتوزع التركيب الجنسي للسكان بنسبة 48.1% ذكور و51.9% إناث.

## أعلام
- إرفينغ باكستر
- هاردي ريتشاردسون
- بنجامين ووكر
- هوراشيو سايمور
- جيمس شيرمان